# 鹿目の滝
鹿目の滝（かなめのたき）は、熊本県人吉市鹿目町にある滝。雄滝（落差36m）と雌滝（落差30m）、さらに雄滝上流の平滝からなる。1958年（昭和33年）3月10日、人吉市名勝に指定、2024年（令和６年）3月22日には熊本県の名勝に指定された。日本の滝百選の一つ。

## 概要
九州自然歩道・人吉桃源コースの起点となっている。滝は柱状節理から流れ落ち、そこからは人吉盆地が、湖であったことが読みとれるという。
平滝（雄滝も）は鹿目川の本流にあり、バス停「滝の上」を下った「上の滝渓流広場」から見ることができる。
雄滝と雌滝の入り口は、平滝とは別の下流側にあり、その入り口にはトイレが設けられている。階段を下って行くと木橋があり、そこから雄滝を見ることができる。
さらに進むと東屋と別の川があり、その川沿いに上っていくと雌滝がある。
過去には、8月の第1日曜日に鹿目の滝祭りが催されていた。。

## アクセス
- JR九州肥薩線人吉駅よりタクシーで15分。
- 九州自動車道人吉球磨スマートインターチェンジより9㎞。

## 周辺
- 河合又五郎屋敷跡[1]